# Бармалеева улица
Бармале́ева у́лица — улица в Петроградском районе Санкт-Петербурга. Проходит от Большой Пушкарской улицы до Чкаловского и Левашовского проспектов.

## История
Улица проложена в 1730-х годах на территории слободы Санкт-Петербургского гарнизонного полка.

### Происхождение названия
Улица названа Бармалеевой во второй половине XVIII века по фамилии домовладельца (впервые на картах Санкт-Петербурга такое название зафиксировано в 1798 году) и имеет в составе названия форму краткого притяжательного прилагательного женского рода.
До этого она иногда именовалась Передней Матвеевской по находившейся неподалёку церкви св. Апостола Матфия.
По одной версии, купец Бармалеев держал здесь склады ещё в начале царствования Екатерины Великой. По другой, улица названа в конце XVIII века по фамилии майора или подполковника Степана Бармалеева. Эти две версии не исключают друг друга. По данным историка Петербурга Ларисы Бройтман, прапорщик полиции Андрей Иванович Бармалеев жил здесь с супругой Агриппиной Ивановной и детьми в середине XVIII века, затем домом владел его сын, вахмистр Тихон Бармалеев. То, что Бармалеевы жили на Городском острове в первой половине XIX века, зафиксировано в адресных книгах того времени.
По альтернативной, часто упоминаемой версии, название произошло от искажённой фамилии переселенца из Англии Бромлея, но это — «народная этимология», которая не находит подтверждения в исторических документах, а является плодом догадки К. И. Чуковского.
С 1804 по 1817 год улица имела второе название — 16-я улица.
15 декабря 1952 года улица была переименована в Сумскую, но уже 4 января 1954 года ей было возвращено историческое название — Бармалеева улица.
Название улицы послужило основой для создания художником М. В. Добужинским образа страшного разбойника Бармалея, ставшего героем одноимённой сказки К. И. Чуковского.

### Характер застройки
До второй половины XIX века здесь были склады с товарами для армии, и на улице если и были жилые дома, то деревянные, вперемежку с кабаками. Район был бедный, солдатско-ремесленный. К тому же с середины XVIII века до 1861 года действовал запрет на строительство на Петроградской стороне каменных домов частными лицами (это было связано с соображениями оборонной эффективности Петропавловской крепости). Примерно на месте дома № 23 находились дачи скульпторов В. И. Демут-Малиновского и Ф. Ф. Щедрина. В конце XIX — начале XX века идёт широкомасштабная застройка Петроградской стороны, в процессе которой Бармалеева улица также частично застраивается кирпичными доходными домами.
Сейчас Бармалеева улица — одна из немногих на Петроградской стороне, где застройка многоэтажными домами пока ещё не является сплошной. В начале улицы (у Большой Пушкарской ул.), в её середине (у пересечения с Малым проспектом) и в конце (у Левашовского проспекта) находятся небольшие скверы, а дома № 13, 29 и 30, как и выходящий обратной стороной на Бармалееву улицу дом № 9 по Плуталовой улице, — это отдельные двух-трёхэтажные детские сады со своими площадками.

## Достопримечательности и городские объекты

### ОтБольшой Пушкарской улицыдоБольшого проспекта Петроградской стороны
На углу Бармалеевой и Большой Пушкарской улицы, примерно на месте нынешнего дома № 2, 30 сентября 1912 года открылась «православно-католическая» (восточнокатолическая) церковь во имя Сошествия Святого Духа. Расходы были оплачены княгиней Марией Волконской из Рима. 21 февраля (6 марта) 1913 года церковь была закрыта. Вновь открыта после Февральской революции, в декабре года опечатана, в июне 1923 года ликвидирована.

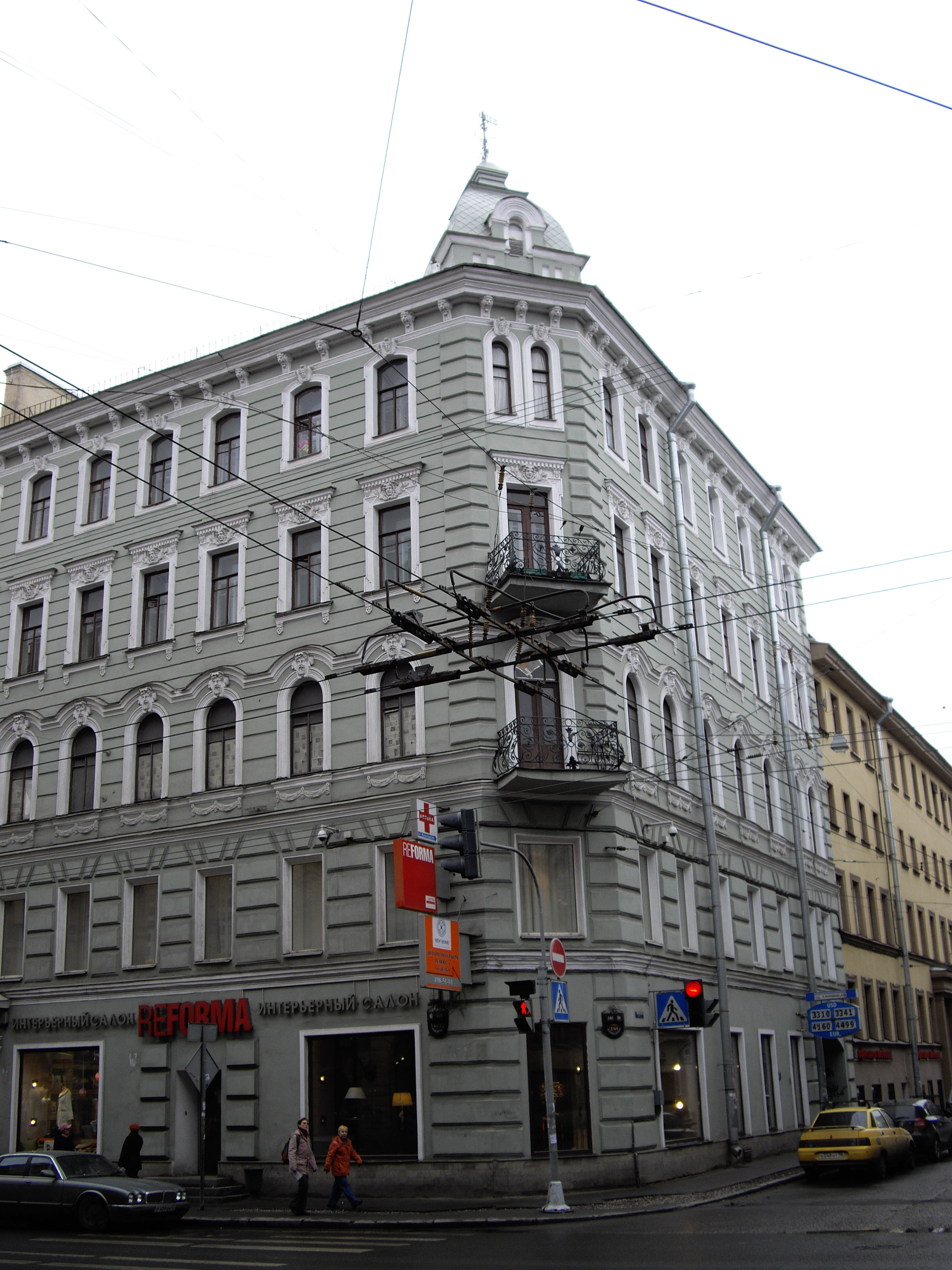
Большой пр., 61 / Бармалеева, 3

- Дом № 1 / Большая Пушкарская, 52: четырёхэтажный доходный дом, построенный по проекту техника А. И. Гаврилова в 1900—1901 гг.[10]
- Дом № 2 — 20-квартирный пятиэтажный дом с мансардой, эркерами и характерной угловой башенкой — фирменной деталью петроградской застройки, возведён в 1999—2001 годах «Балтийской строительной корпорацией» (подрядчик строительства — ЗАО «УНР 1-11»), архитекторы — А. Б. Беленький и Е. Л. Светлова из ТОО «ЭНПАС». 400 м2 в первом этаже предназначены для предприятий общественного назначения. На каждом этаже со второго по шестой разместились по две двухкомнатных и две четырёхкомнатных квартиры. Общая площадь жилья — 2675 м2.
- Дом, к глухой стене которого примыкает дом 2, — угловой дом 59 по Большому проспекту, построенный по проекту И. И. Бургазлиева (1899, 1907)[11]. В нём с 1936 по 1975 год находилась общеобразовательная школа № 73, которая во время Великой Отечественной войны была занята под госпиталь, затем, до 2006 года — районный отдел народного образования, бюро по трудоустройству, другие учреждения. В 2007 году здание реконструировано под торговый и офисный центр, надстроен четвёртый этаж — мансарда, отреставрирован фасад, установлена подсветка.
- Угловой дом по нечётной стороне (Большой проспект Петроградской стороны, дом 61) — доходный дом, построенный в 1899—1901 годах по проекту техника М. Д. Розензона. Здесь жил поэт и драматург Н. Я. Агнивцев. В 1906—1918 годах в этом здании также находилась гимназия Л. Д. Леонтовской[12] (затем переведена в здание Петровской гимназии на Плуталовой улице, 24).

### ОтБольшогодоМалого проспекта
- Дом № 4 / Большой проспект, 74: 7-этажный (7-й этаж — мансарда) доходный дом А. А. Антоновой, почётной гражданки Санкт-Петербурга. Построен в 1912—1913 годах в стиле неоклассики по проекту В. В. Шауба. Включён существовавший здесь ранее трёхэтажный особняк Изенбека (архитектор Б. А. Бржостовский, 1897—1899). Дом Антоновой — это большой, типичный для Петербурга-Петрограда начала XX века доходный дом с двумя прямоугольными внутренними дворами. Интересен узкий световой колодец над аркой, соединяющей дворы. В окнах некоторых лестничных площадок сохранились оригинальные витражи.

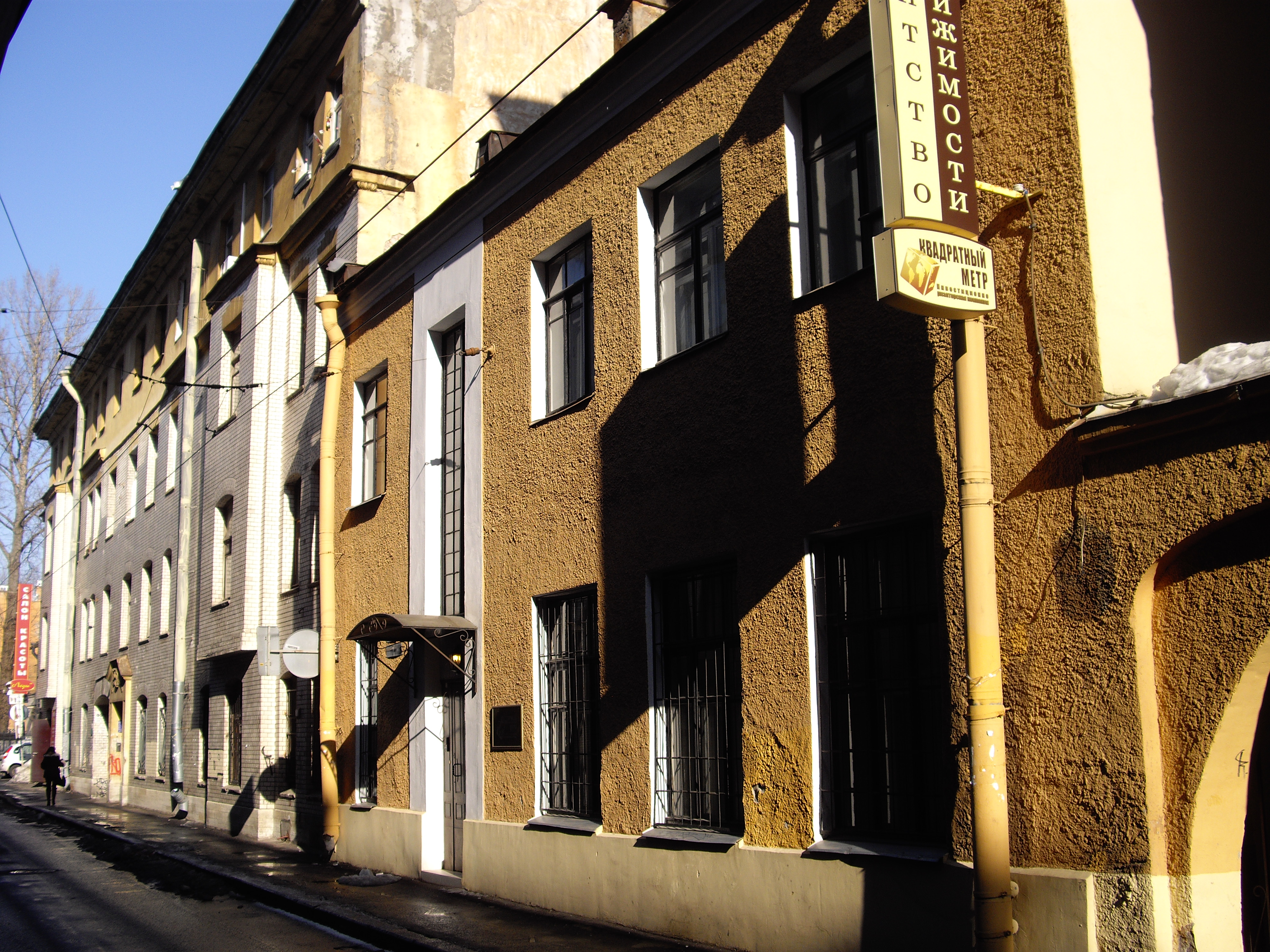
Дома 7 и 9, перестроенные в советское время (современный вид)

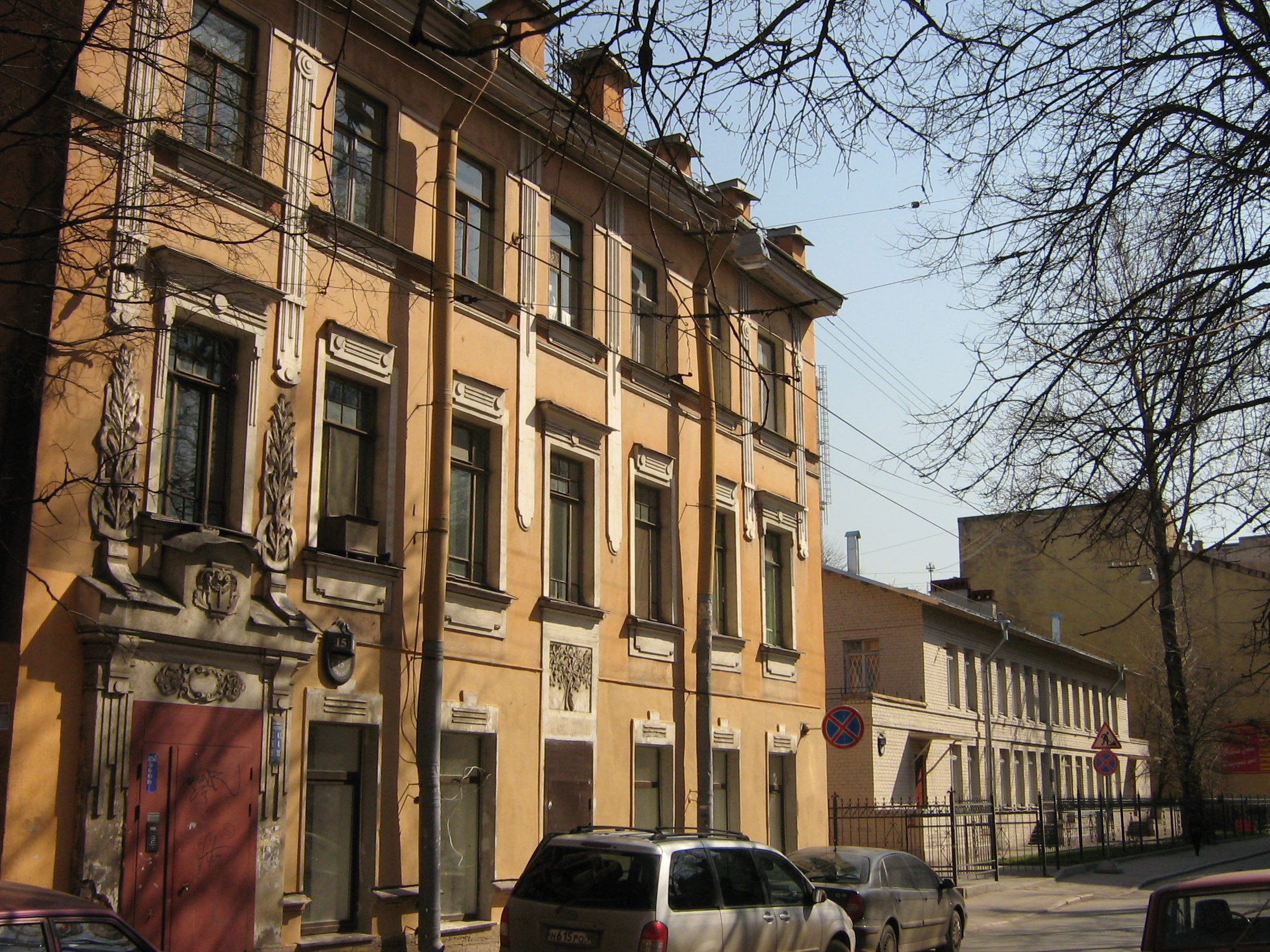
Участок Бармалеевой улицы рядом с домом № 15. Следующий двухэтажный дом № 13 — здание детского сада; за ним — брандмауэр дома 9

- Дом № 5 / Большой проспект, 76—78: бывший доходный дом Ведомства учреждений императрицы Марии, 1903—1905 годы, арх. Г. Д. Гримм. В этом доме с момента его постройки жили Г. Д. Гримм и его сын Герман Германович Гримм (1904—1959), тоже архитектор.
- Трёхэтажный дом № 7 выходит двухэтажным фасадом на параллельную Плуталову улицу (неофициальный адрес — Плуталова, 23: особняк С. М. Соловьёва, арх. А. И. Ковшаров, 1904 год), а на Бармалееву — низенькой аркой, ведущей во двор. В этой части здания, построенной по проекту И. Ф. Безпалова в 1908 году в неорусском стиле, находилась скульптурная мастерская З. В. Мариной[13]. В советские годы эта часть здания была перестроена в конструктивистском стиле.
- Дом № 6, построенный в советское время, долгое время занимал хорошо известный в городе Дом быта. В 2007—2011 годах ООО «НПФ „Петермаркет“» реконструировало здание (с надстройкой 7-го этажа, изменением фасада и переносом арки) под трёхзвёздную гостиницу.
- Дом № 9 построен в 1911 году по проекту Ф. Д. Павлова, позже надстроен[14].
- Дом № 10 построен в 1902 году по проекту Н. А. Дрягина, позже надстроен[15].
- Дом № 11, как и дом № 7, хоть и числится по Бармалевой улице, на самом деле выравнен по линии застройки Плуталовой. В 2006—2008 годах подвергся реконструкции[16].
- Дом № 12 — «Немецкая школа „Гёте-шуле“»[17][18].
- Двухэтажный дом № 13 напротив «Гёте-шуле» занимает детский сад № 58 Петроградского района.
- Дом № 15 — доходный дом Л. Г. Котельникова, модерн, арх. Г. М. Курдюмов, 1902 г.[19]
- Трёхэтажный дом № 17 / Малый проспект П. С., дом № 73: арх. М. М. Лаговский, 1873 год.
- Крупный пятиэтажный дом № 18 с эркерами (Малый проспект П. С., дом № 71; Подрезова ул., дом № 15): арх. В. И. Шёне, 1907 год; надстройка — арх. В. К. Вейс, 1910—1911 годы.

### ОтМалогодоЧкаловского проспекта

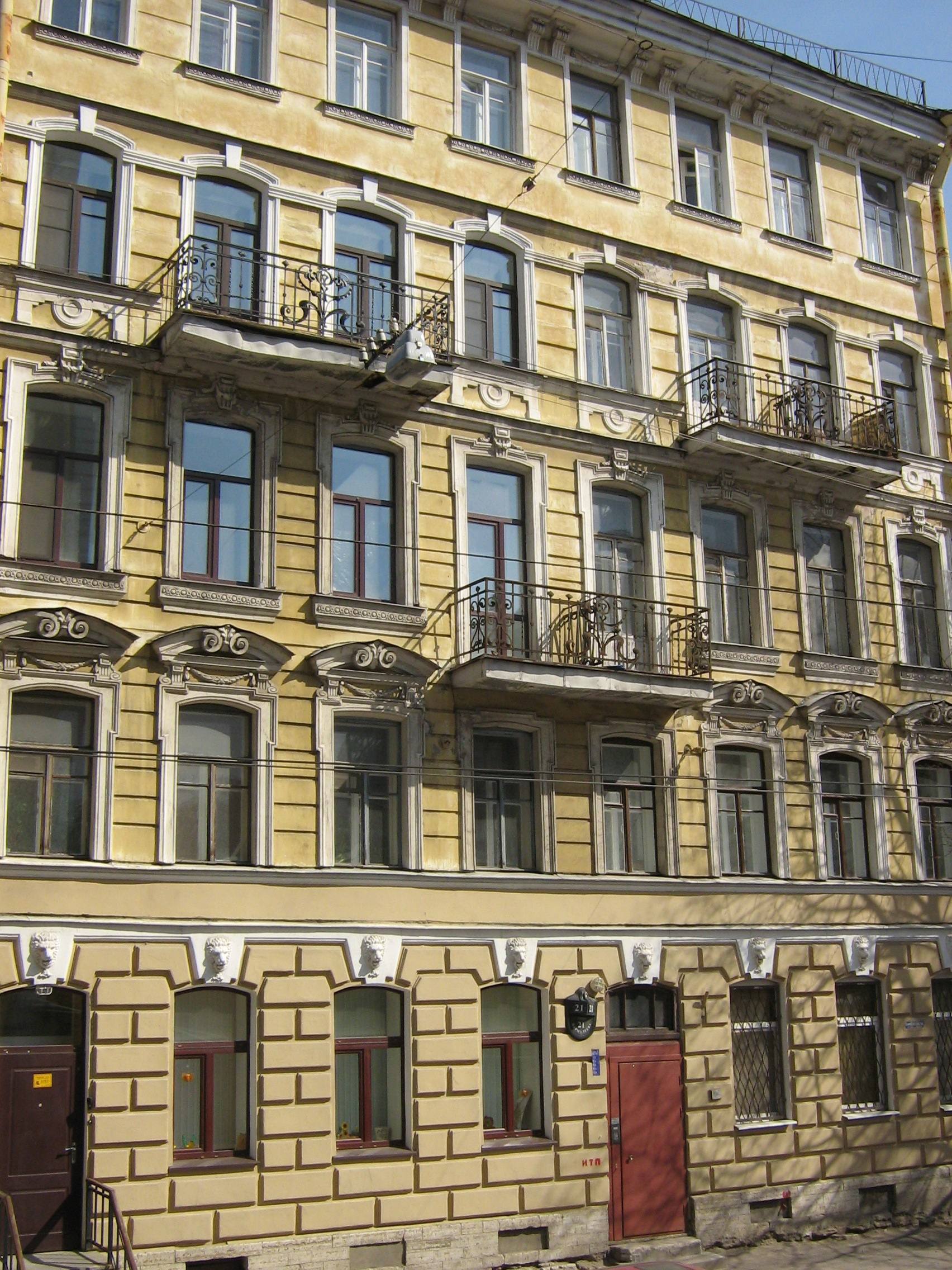
Бармалеева улица, дом № 21

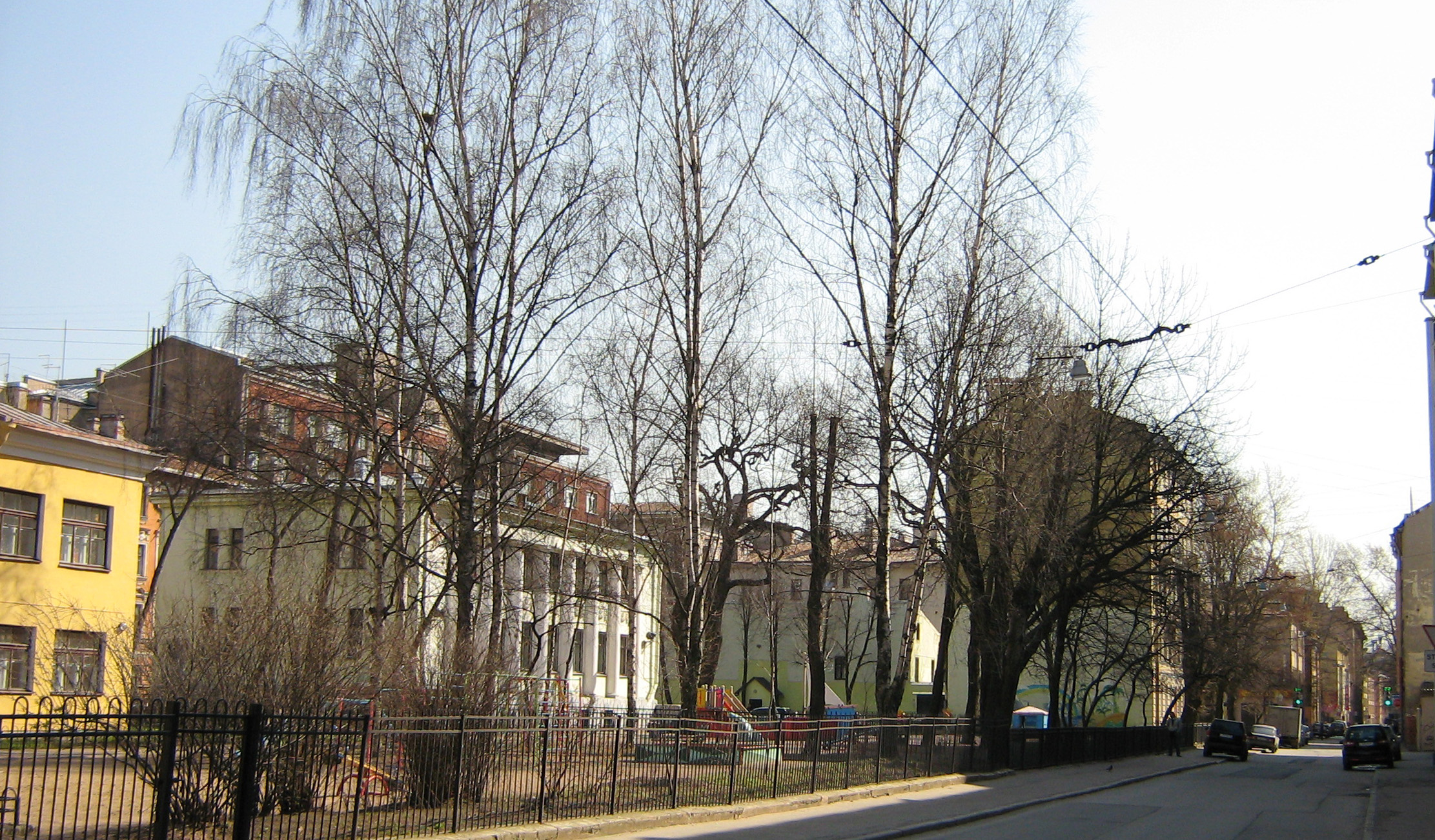
Участок Бармалеевой улицы между домами № 21 и № 33, занятый детскими садами № 25 и № 64 на месте бывших здесь в XIX веке дач скульпторов В. И. Демут-Малиновского и Ф. Ф. Щедрина

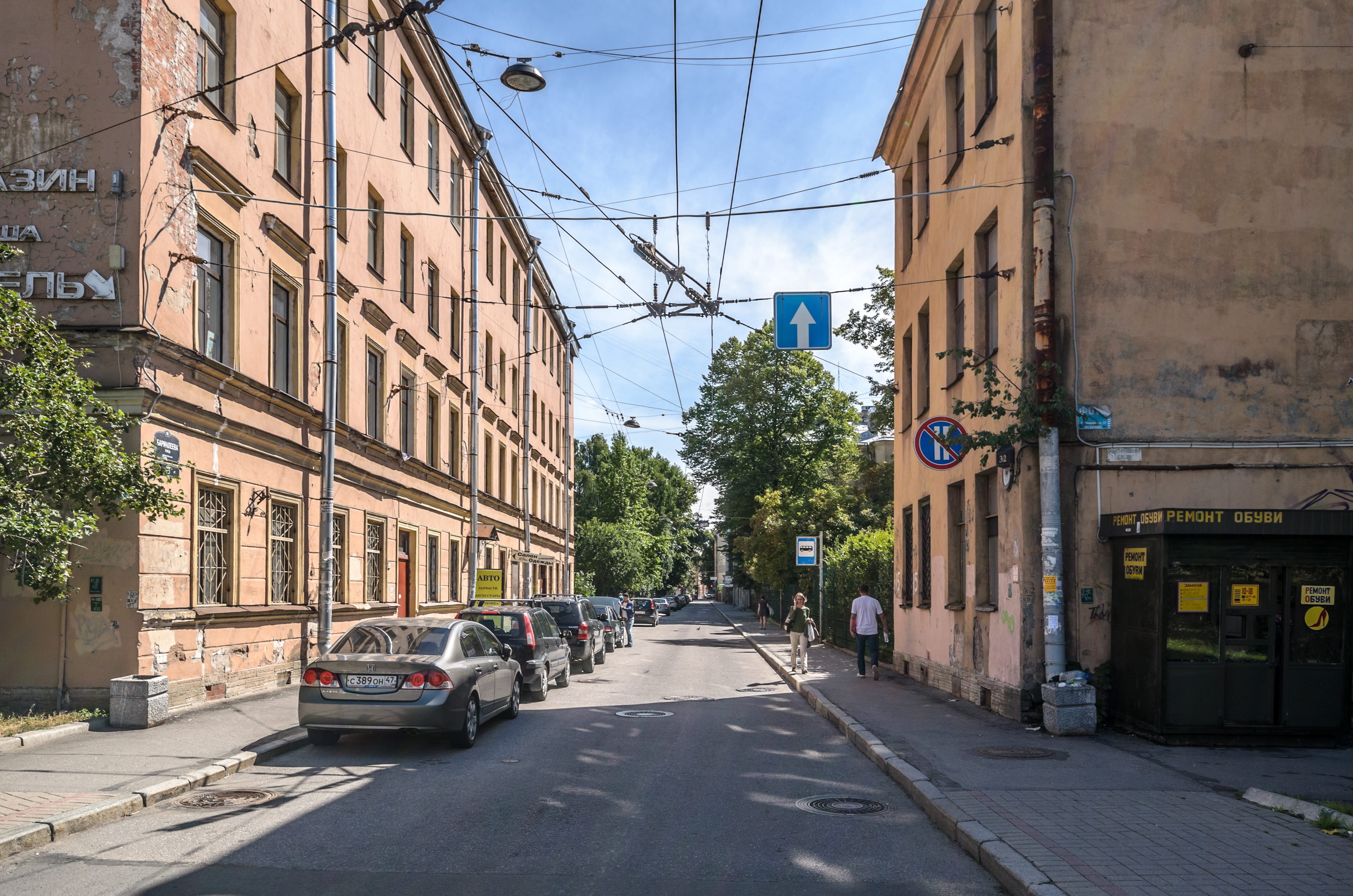
У перекрёстка Бармалеевой улицы и Чкаловского проспекта

- Дом № 20 / Малый проспект П. С., дом № 78: арх. О. Л. Игнатович, 1904 год.

На противоположной стороне улицы, на углу Малого проспекта, расположен небольшой сквер.
- Дом № 21 — пятиэтажный жилой дом в стиле модерн с характерными для этого стиля металлическими решётками на балконах, украшенный рельефами и маскаронами в виде львиных морд над окнами первого этажа (архитектор Е. С. Бикарюков, 1903 год)[20].

К дому № 21 примыкает площадка детского сада № 25 Петроградского района (Плуталова ул., дом 9). В 2008 году профессиональные художники-альпинисты создали на брандмауэре дома № 21, обращённом к этой площадке, роспись «Журавлиный луг».
- Дом № 24 — пятиэтажный жилой дом.
- Дом № 24 А — начало XXI века (сдан в 2003 году), архитекторы В. А. и А. П. Викторовы (ЗАО «Инжпетрострой» по заказу ООО «Ремавтотех»). Жилой комплекс скомпонован из объёмов разной высоты и выходит на Бармалееву улицу шестиэтажным фасадом, а на соседнюю Подрезову — двухэтажным. Из 35 квартир — половина трёхкомнатных. Общая жилая площадь — 4070 м2, строительный объём — 26 300 м3. В цоколе здания расположена автостоянка.
- Дом № 28 построен по проекту Н. А. Дрягина в 1904 году (включён существовавший дом)[15].
- Дом № 29 — детский сад № 64 Петроградского района. Двухэтажное здание расположено ближе к соседней Плуталовой улицы, а к Бармалеевой улице обращена детская площадка.
- Дом № 30 — детский сад № 62 Петроградского района. Здание выровнено по линии застройки соседней Подрезовой улицы, а на Бармалееву выходит детская площадка, на которой установлены скульптуры по мотивам сказок К. И. Чуковского, а обращённая к ней глухая юго-восточная стена дома № 32 красочно расписана.

В несохранившемся доме № 31 в 1910—1912 годах жил историк Санкт-Петербурга П. Н. Столпянский. Участок, где стоял этот дом, считается строительной лакуной.
- Дом № 32: арх. Д. А. Крыжановский, 1902 год. Здесь при строительстве главенствовали соображения экономичности: практически отсутствует какой-либо декор, простой гладкий фасад, плоская крыша, простые четырёхугольные окна.
- Дом № 33 был надстроен в 1900—1901 годах по проекту арх. О. Л. Игнатовича.

На участке, ограниченном домом № 32, Левашовским проспектом и Бармалеевой и Подрезовой улицами, находится сквер, считающийся строительной лакуной и озеленённый горожанами в рамках движения «Зелёная волна».

### ЗаЧкаловским проспектом

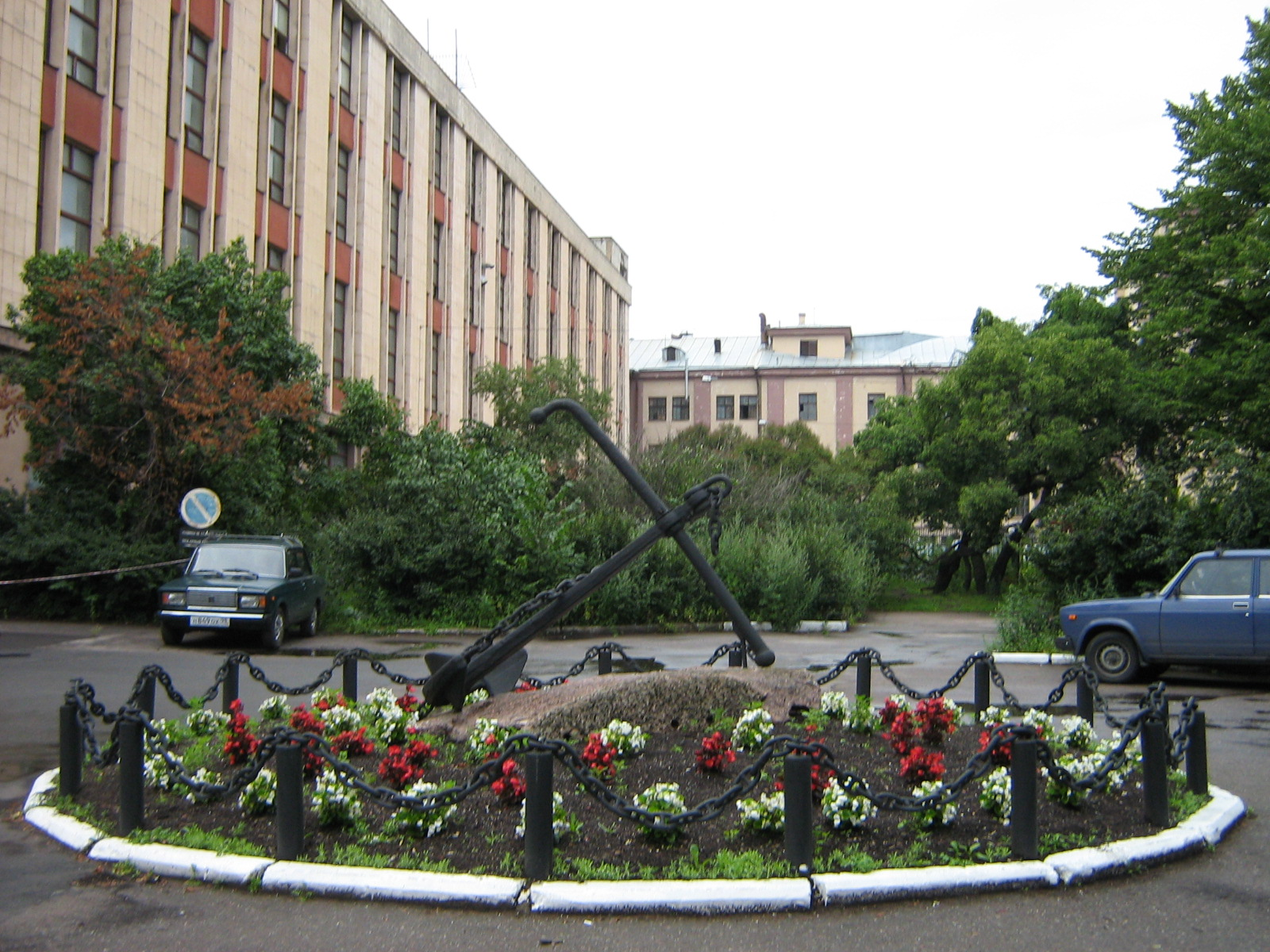
Сквер и (слева) здание концерна «Океанприбор» (Чкаловский, 46) на месте бывшего участка Бармалеевой улицы. За деревьями — здания завода «Измеритель» (Чкаловский, 50) — перестроенные здания Дома милосердия и церкви Алексия Человека Божьего

Со второй половины XVIII века (с тех пор, как на картах появился Геслеровский проспект) и до конца 1940-х годов Бармалеева улица — единственная из соседних параллельных улиц — продолжалась за Геслеровский (ныне Чкаловский) проспект до Карповки, где она смыкалась с Газовой улицей. До начала XX века Карповка в этом месте имела рукав, оканчивавшийся прудом с островком на месте проложенной в 1913 году улицы Милосердия, перпендикулярной к Бармалеевой (сохранившийся участок улицы Милосердия — это часть современной улицы Всеволода Вишневского, выходящая к Карповке). Вдоль юго-западного берега рукава реки шёл конечный участок Бармалеевой улицы. Это ответвление Карповки было засыпано около 1903 года.
В первой половине XX века на углу Геслеровского проспекта и Бармалеевой улицы стоял дом № 35/7 и находился фруктовый сад:

...за большим деревянным забором на Геслеровском проспекте стояло два двухэтажных дома, деревянный и каменный. Это была территория кооператива научных работников. В свободном от домов месте располагался большой сад с сиренью, яблонями, вишнями и другими деревьями. (...) Сад на углу Геслеровского и Бармалеевой был отделён от улиц высоким трёхметровым забором, поэтому многие, даже живущие недалеко, не представляли, какой райский уголок там был.
— Алпок. История одной петербургской семьи
В этом несохранившемся каменном доме в квартире № 7 на втором этаже жил инженер путей сообщения, бывший министр Временного правительства и участник строительства «Дороги жизни» А. В. Ливеровский.
На Бармалеевой, 37, на берегу реки Карповки (на другом берегу упомянутого рукава) до революции находился филиал по производству брезента Нарвской льнопрядильной фабрики. С 1925 года по этому адресу начала работу фабрика № 29 «Штормовик», позже «Красный водник», выпускавшая швейные изделия для рыболовного флота. 22 сентября 1945 года на базе этой фабрики был организован Завод слоистых пластиков, в 1950 году перебазированный в район Большой Охты по адресу шоссе Революции, 84.
По соседству, на Геслеровском проспекте напротив Плуталовой улицы, стояла церковь святого Алексия, человека Божьего при отделении Дома милосердия, построенная в 1906—1911 годах по проекту архитектора Г. Д. Гримма и числившаяся при храме апостола Матфия на Большой Пушкарской улице. Церковь и Дом милосердия имели адрес по Бармалеевой улице. После революции церковь и Дом милосердия были закрыты, а их здания капитально, до неузнаваемости, перестроены в корпус завода «Артель Прогресс-Радио» (основан 20 сентября 1928 года), ныне — завод «Измеритель» (Чкаловский проспект, 50).
На месте, где проходило продолжение Бармалеевой улицы, был построен первый в стране специализированный научно-исследовательский институт гидролокации и гидроакустики, который получил наименование НИИ-3 Минсудпрома СССР (1949), затем (с 1966) — ЦНИИ «Морфизприбор» (с 2000 — ФГУП «ЦНИИ „Морфизприбор“»), с 2006 года — ОАО «Концерн „Океанприбор“» (Чкаловский проспект, 46).

## Транспорт
Движение по улице — одностороннее, в направлении от Левашовского проспекта к Большой Пушкарской улице.
Ближайшая станция метро — «Петроградская».
По Бармалеевой улице пролегает маршрут троллейбуса № 34.
Ближайшие остановки других маршрутов наземного общественного наземного транспорта расположены на Большом пр. П. С. (при движении с северо-востока на юго-запад) и Большой Пушкарской ул. (при движении в обратном направлении), а также на Чкаловском и Левашовском проспектах:
- автобусы № 1, 10, 25, 128, 191, 227, 230, 249, 275;
- троллейбусы № 1, 9, 31;